# Гејл Сондергард
Гејл Сондергард (енгл. Gale Sondergaard) је била америчка глумица, рођена 15. фебруара 1899. године у Личфилду (Минесота), а преминула 14. август 1985. године у Вудленд Хилсу (Калифорнија). Прва је глумица која је добила Оскара за најбољу споредну глумицу.